# Рудолф Льовенфелд
Рудолф Льовенфелд е австрийски футболист и треньор.

## Биография
Роден е на 9 октомври 1891 г. в Прага. Брат е на Виктор Льовенфелд, също футболист, австрийски национал и по-късно треньор на националния отбор на Белгия на Летните олимпийски игри през 1928 г..
Рудолф Льовенфелд играе в тима на Виена Крикет енд Футбол клуб. През 1911 г. е един от основателите на Аустрия (Виена), създаден от отцепници от Крикет енд Футбол клуб. Бил е и треньор на Аустрия. Българският вестник „Спорт“ го описва като „един от най-добрите виенски познавачи на футбола“.
През март 1935 г. става треньор на Левски (София), въпреки че клубът тогава е тежко финансово положение. Спомага за изграждането на система на тренировки, възстановяване, разпределение на играчите по постове. Негов помощник-треньор по това време е Георги Караиванов, един от бащите на българското висше физкултурно образование, по-късно професор. През този сезон „сините“ завършват на 4-то място в Столичното първенство. През юни 1935 г. е поканен да води тренировки на националния отбор, докато физическата подготовка е поверена на Никола Калканджиев. Австрийският специалист обаче отказва.
Ръководи и Черноморец (Бургас) в периода 1938 – 1939. Работил е и в аквариума на Варна.
Умира на 20 май 1945 г. в концлагера Бухенвалд.